# اچ‌ام‌ای‌اس ایپسوییچ (اف‌سی‌پی‌بی ۲۰۹)
اچ‌ام‌ای‌اس ایپسوییچ (اف‌سی‌پی‌بی ۲۰۹) (به انگلیسی: HMAS Ipswich (FCPB 209)) یک کشتی است که طول آن ۱۳۷٫۶ فوت (۴۱٫۹ متر) می‌باشد. این کشتی در سال ۱۹۸۲ ساخته شد.